# Kingmeikeo
Kingmeikeo (hangul: 킹메이커, MOCT: Kingmeikeo) – południowokoreański film z 2022 roku w reżyserii Byun Sung-hyuna. W głównych rolach wystąpili Sol Kyung-gu i Lee Sun-kyun. Koreańska premiera filmu miała odbyć się 29 grudnia 2021 roku, ale ze względu na pandemię COVID-19 trafił on do kin dopiero 26 stycznia 2022 roku. 
Film został również oficjalnie zaproszony do sekcji konkursowej 24. Far East Film Festival, który odbył się w dniach 22-30 kwietnia 2022 roku.

## Opis fabuły
Seo Chang-dae (Lee Sun-kyun) jest strategiem kampanii politycznej. Łączy siły z jednym z czołowych polityków Korei Południowej (Sol Kyung-gu) i pomaga mu zdobyć popularność. Z czasem oboje zaczynają rozwijać sprzeczne ideologie, ich lojalność zostaje wystawiona na próbę, a więź łącząca ich zaczyna się powoli rozpadać.

## Obsada
- Sol Kyung-gu jako Kim Woon-beom
- Lee Sun-kyun jako Seo Chang-dae
- Yoo Jae-myung jako Kim Young-ho
- Jo Woo-Jin jako dyrektor Lee
- Park In-hwan jako Kang In-san
- Bae Jong-ok jako Hee-ran
- Lee Hae-Young jako Lee Han-Sang
- Kim Sung-oh jako sekretarz Park
- Seo Eun-soo jako Soo-yeon, personel pomocniczy
- Kim Sae-byuk jako Myung-sook
- Park Hyung-soo jako Jeong-hyeon
- Jeon Bae-soo jako asystent Lee
- Jung Woo-hyuk jako szef Połączonych Szefów Sztabów
- Yoon Kyung-ho jako Mr. Kim, polityk partii rządzącej
- Lee Hwa-ryong jako prawodawca opozycji
- Yoon Se-woong jako sekretarz Kim Woon-beom
- Kim Joo-ryoung
- Son Kyung-won jako działacz Nowej Partii Demokratycznej